# Галерија арт55 у Нишу
| Галерија арт55 у Нишу |                                                                             |
|                       |                                                                             |
| Галерија арт55        |                                                                             |
| Врста:                | Приватна установа                                                           |
| Основана:             | 2011.                                                                       |
| Седиште:              | Ћирила и Методија 17a · Ниш Србија                                          |
| Власник:              | Удружење грађана из Ниша                                                    |
| Структура:            | - Изложбени простор - Стална поставка слика - Радионица за урамљивање слика |
| Веб презентација      | https://web.archive.org/web/20160610194930/http://www.art55.rs/index.html   |

Галерија арт55 у Нишу један је од бројних изложбених простора у овом граду, у приватном власништву. Галерија се бави организовањем изложби из области ликовних уметности, и културе, издавањем каталога, организовањем камерних концерата, промоцијом и продајом уметничких дела.
Галерију, поред изложбеног простора чини и стална поставка слика - продајни салон уметничких дела, и радионица за урамљивање и опрему уметничких слика.  
Галерија спада у посећеније у Нишу. На око 15 до 20 изложби годишње из области ликовне уметности, просечан број посетилаца, по једној изложби, био је око 500. Просечан годишњи број посетилаца, само изложби, је око 10.000.
Галеријом управља Удружење грађана, које има и свој трочлани програмски савет.

## Положај
Галерија арт55 налази се у старом делу централне четврти Града Ниша, у улици Ћирила и Методија број 17a. Смештена, са две стране у приземљу новоизграђене стамбене зграде, Галерија својим положајем и изгледом доминира раскресницом улица Ћирила и Методија и Првомајске.
Локација објекта је, у непосредном окружењу филозовског факултета, две најстарије нишке гимназије, средње уметничке и музичке школе и једне од најстаријих основних школа у Нишу, што љубитељима уметности обезбеђује добру приступачност а Галерији сталну посећеност.

## Смештај и опремљеност салона
Галерија арт55 смештена је у два нивоа у архитектонски репрезентативном простору, наменски изграђеном 2010. године, за изложбене делатности, камерне концерте, продају и опремање уметничких дела. 
Први ниво
Централни део Галерије, у првом нивоу, је изложбени салом површине од око 95 m². Овај ниво намењен је како за потребе изложбених делатности, (делимично или у целини), тако и за повремено одржавање камерних концерата и других културних манифестација, због добре акустичности.
Галерија на овом нивоу поседује и клавир (пијанинино) марке „Петроф“, намењен одржавању солистичких концерата и извођењу пратећих музичких нумера на свеченим отварањима изложби.  
Други ниво
Један део другог нивоа служи за излагање уметничких дела, која се од оснивања Галерије налазе у њој, као стална поставка, и саставни су део ентеријера. 
На овом нивоу поред стална поставка слика (ујено продајни салон) површине 52 m² налази се и радионица за опремање и урамљивање уметничких дела, површине 45 m².

## Историјат
У садашњем просторору Галерија је основана 2011. године, од стране Удружења грађана из Ниша, са циљем да, уметницима из Ниша и околине, Србије и иностранства омогуће излагање слика, графика, инсталација, вајарских и други дела и презентацију мултимедијалних садржаја из разних области културног стваралаштва. 
До средине 2016 године Галерија  је организовала преко 70 изложби, 4 камерна концерата и неколико мултимедијалних презентација.

## Намена и задаци
Основна намена изложбеног простора Галерије је да уметницима из региона Југоисточне Србије, пружи прилику за самосталне и групне изложбе и друге видове мултимедијалних комуникација. Галерија је на располагању и свим заинтересованим у Србији, региону Балкана и шире како за ликовну уметност тако и за све друге врсте уметности.
Поред повремене и сталне поставке уметничких дела, галерија је намењена и за организовање разних ауторске и тематских изложби. У њој позвани уметници могу слободно користити простор за изложбе и испробавање многиг видова презентација.
Један од задатака галерије је и њено редовно учешће (као пуноправног члана, са осталим културним институција Ниша), са ликовним изложбама и камерним концертима у акцији „Ноћ музеја“, која се сваке године одржава широм Србије.
Да уметницима и љубитељима сликања и слика, пружи квалитено и одговарајуће уреамљивање како би слика боље дошла до изражаја и да је додатно заштитити од прљања или оштећења.

## Радно време
Редовно време Галерије (изузев у дане свечаног отварања изложби, када је и после 19.00 часова) је сваког радног дана од 9.30-19.00, а суботом од 9.30-14.00 часова. Недељом галерија не ради.